# Уоткинс, Джеймс (кинорежиссёр)
Джеймс Томас Уоткинс (англ. James Thomas Watkins, род. 20 мая 1973 года, Ноттингем) — британский кинорежиссёр и сценарист, работающий преимущественно в жанре «хоррор».

## Творчество
Джеймс Уоткинс является режиссёром-постановщиком и автором сценария британского фильма ужасов Райское озеро (2008), в котором снимались такие звёзды кино, как Михаэль Фассбендер и Келли Райлли. Этот фильм завоевал премию Империя 2009 года в номинации «лучший фильм ужасов», премию жюри на фестивале фэнтези Ситджес и премию Фантаспорто за лучшую режиссуру. В 2008 году был также номинирован на премию Дуглас Хичкок от Британской Независимой киноассоциации (British Independent Film Awards 2008).
В 2012 году выходит в кинопрокат следующая, снятая Джеймсом Уоткинсом лента, Женщина в чёрном, с Дэниелом Рэдклиффом в главной роли. Этот фильм является самым «дорогим» фильмом ужасов, снятым до настоящего времени в Великобритании.
Джеймс Уоткинс является автором ряда сценариев для таких кино- и телекорпораций, как Уорнер Бразерс, BBC, Working Title, Film4.

## Фильмография

### Режиссёр
- 2008 — Райское озеро / Eden Lake
- 2012 — Женщина в чёрном / The Woman in Black
- 2016 — Крутые меры / Bastille Day
- 2018 — МакМафия / McMafia
- 2024 — Не говори никому / Speak No Evil

### Сценарист
- 2002 — Одним глазком / My Little Eye
- 2007 — Пропавшие / Gone
- 2008 — Райское озеро / Eden Lake
- 2009 — Спуск 2 / The Descent: Part 2
- 2018 — МакМафия / McMafia
- 2024 — Не говори никому / Speak No Evil